# Аероп I
Аероп I (грец. Ἀέροπος Αʹ) — македонський цар династії Аргеадів, який правив у 6 столітті до н. е., за Євсевієм Кесарійським, впродовж 36 років.

## Життєпис
Аероп був сином царя Філіппа I Македонського. Юстин повідомляє, що Аероп успадковував царство ще в дитинстві:
| «…і ось тепер іллірійці вирішили використати ту обставину, що в Македонії царем виявився хлопець, і пішли на македонян війною. Коли ж македоняни були розбиті [в одній битві], вони винесли свого царя в колисці, поставили її ззаду своєї бойової лінії і з жорстокістю відновили бій, як би вважаючи, що вони були переможені тому, що билися не перед обличчям свого царя, а тепер переможуть, оскільки їхня віра зміцнить волю до перемоги. У той же час ними володіла і жалість до дитини, яка, як здавалося їм, з їхньої вини перетвориться з царя в бранця, якщо вони будуть переможені. Отже, знову зав'язавши бій, вони в жорстокому бою розсіяли іллірійців».[2] |